# Карбид бора
Карби́д бо́ра — бинарное соединение бора с углеродом, имеющее формулу B4C (B12C3). При нормальных условиях — чёрные кристаллы. Впервые получен в 1893 г. А.Муассаном путём восстановления оксида бора B2O3 углеродом при 2000 °C.

## Получение
- Восстановление оксида бора углеродом (сажей):

{\displaystyle {\mathsf {2B_{2}O_{3}+4C{\xrightarrow {1900...2150^{o}C}}B_{4}C+3CO_{2}}}}
- Взаимодействие простых веществ (бора и углерода) по перитектической реакции:

{\displaystyle {\mathsf {4B+C{\xrightarrow {}}B_{4}C}}}
В промышленных масштабах карбид бора получают из борной кислоты (источник бора) и нефтяного кокса (источник углерода).

## Физико-химические свойства
Температура разложения >2450 °C; энтальпия образования −62 кДж/моль. Теплопроводность 121 Вт/(м·К) при 300 К и 62,8 Вт/(м·К) при 970 К. Теплоёмкость при постоянном давлении (0 °C): C0
p = 53,09 Дж/(моль·К). Стандартная молярная энтропия S0
298 = 27,11 Дж/(моль·К).
Плотность 2,52 г/см³. Микротвёрдость 49,1 ГПа; модуль упругости 450 ГПа.
Полупроводник p-типа; ширина запрещённой зоны 1,64 эВ (выше 1870 К). Удельное электрическое сопротивление при ~20 °C: 0,001…0,1 Ом·м.
Карбид бора является одним из самых химически стойких веществ. На воздухе не окисляется до 600 °C. Не растворяется в воде, концентрированных кислотах, но разрушается кипящими растворами щелочей. До 1250 °C не взаимодействует с азотом, фосфором и серой. Реагирует с хлором при 1000 °C с образованием трёххлористого бора и углерода.
Образует кристаллы тригональной сингонии, пространственная группа R3m, параметры ячейки a = 0,5598 нм, b = 1,2120 нм, Z = 3.
При температуре ниже 1,28 К становится сверхпроводником.
Образует гомогенные смеси при формульном составе от B4C до B6.5C.

## Применение
Карбид бора применяется для изготовления шлифовальных и абразивных материалов, химической посуды, защитных пластин для бронежилетов, в электронике и ядерной промышленности (карбид бора, обогащённый изотопом 10B, как поглотитель нейтронов). Также широкое применение нашёл при изготовлении сопел пескоструйных машин. Изделия из карбида бора получают методом горячего прессования при температуре 2000…2450 °C и давлении 20…35 МПа.Также использовалься при тушении пожара в активной зоне 4 энергоблока ЧАЕС.

## Другие карбиды бора
К карбидам бора относится также соединение B13C2. Это чёрные кристаллы с ромбоэдрической решёткой. Тпл = 2460 °С, плотность 2,46 г/см3. Является полупроводником n-типа.